# STS-3xx
STS-3xxは、スペースシャトル計画において、スペースシャトルの機体が損傷し、大気圏再突入に成功できないと判断される時に乗組員をレスキューするためのミッションに付けられた番号である。公式には、Launch On Need (LON)ミッションという。飛行中の機体の熱シールドや炭素繊維強化炭素複合材料パネルが軌道上で可能な修復を超えて損傷したとミッションコントロールが判断した場合にミッションが実施される。また、Launch on Demand (LOD)やContingency Shuttle Crew Supportと呼ばれることもある。2003年のコロンビア号空中分解事故後に創設されたが、実際に打ち上げられることはなかった。

## 手順
機体と4人の乗組員は、次に予定されるミッションの者が割り当てられる。計画と訓練のプロセスにより、NASAは、必要となってから40日以内にミッションを開始することが可能である。その間、負傷した乗組員は、国際宇宙ステーション(ISS)に避難する。ISSでは、酸素供給が制約となり、2人の乗組員を約80日間サポートすることができる。NASAでは、乗組員をISSに避難させる計画をContingency Shuttle Crew Support (CSCS)と呼んでいた。STS-121までは、レスキューミッションには全て、STS-300という番号が付けられていた。
スペースシャトルがISSの軌道までたどりつけず、大気圏再突入にも耐えられない見込みとなった場合は、ISSがスペースシャトルの軌道まで降下してくることができる。このような手順は、joint underspeed recoveryとして知られる。

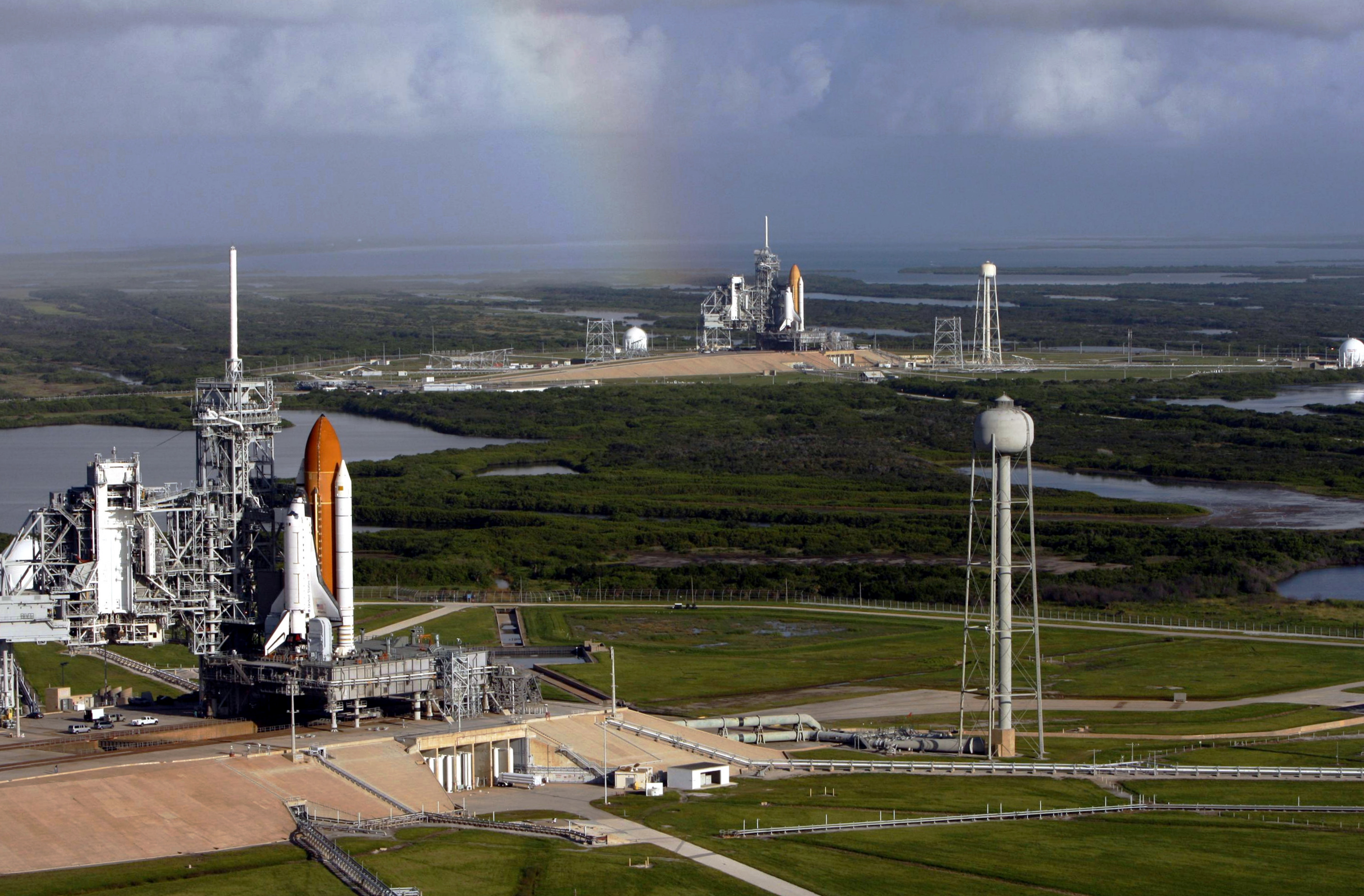
ケネディ宇宙センター第39発射施設に並ぶアトランティスとエンデバー。エンデバーは、アトランティスに異常が生じた場合の救助に用いられる。

| ミッション               | 救助ミッション            |
| ------------------------ | ------------------------- |
| STS-114 (ディスカバリー) | STS-300 (アトランティス)  |
| STS-121 (ディスカバリー) | STS-300 (アトランティス)  |
| STS-115 (アトランティス) | STS-301 (ディスカバリー)  |
| STS-116 (ディスカバリー) | STS-317 (アトランティス)  |
| STS-117 (アトランティス) | STS-318 (エンデバー)      |
| STS-118 (エンデバー)     | STS-322 (ディスカバリー)  |
| STS-120 (ディスカバリー) | STS-320 (アトランティス)  |
| STS-122 (アトランティス) | STS-323 (ディスカバリー*) |
| STS-123 (エンデバー)     | STS-324 (ディスカバリー)  |
| STS-124 (ディスカバリー) | STS-326 (エンデバー)      |
| STS-125 (アトランティス) | STS-400 (エンデバー)      |
| STS-134 (エンデバー)     | STS-335 (アトランティス)  |

* - 元々エンデバーが予定されていたが、汚染のためディスカバリーに変更となった。
重量を減らし、両機の乗組員を安全に地球に帰還させるため、多くの省略がなされ、また前機の失敗の原因を解決しないまま次の機体を打ち上げることのリスクは残った。

## 遠隔操縦オービタ
Autonomous Orbiter Rapid Prototype (AORP)としても知られる遠隔操縦オービタ(Remote Control Orbiter, RCO)は、遠隔操縦により、機体上の乗組員の操作なしで大気圏再突入及び着陸を行うスペースシャトルである。NASAはRCOの飛行中メンテナンス(in-flight maintenance, IFM)ケーブルを開発し、スペースシャトルの既存の自動着陸機能を拡張して残りの作業を地上から完了できるようにした。RCO IFMケーブルの目的は、Ground Command Interface Logic (GCIL)とフライトデッキのパネルスイッチの間で電気信号を接続できるようにすることである。ケーブルは約8.5mの長さ、2.3kgの重さで、16のコネクタを備えていた。このシステムを用いて、ミッションコントロールセンターから無人のスペースシャトルに信号を送り、以下のシステムを制御できた。
- 補助動力装置(APU)の起動
- Air Data Probe (ADP)の展開
- メイン降着装置(MLG)の展開
- 減速用パラシュート の展開
- 燃料電池反応バルブの閉鎖

RCO IFMケーブルは、STS-121で初めて宇宙に持ち込まれ、ミッションの間はISSに置かれ、スペースシャトル計画の終了までISSで保管された。STS-121の前までは、損傷したスペースシャトルは放棄され、大気圏再突入で燃え尽きるのを待つことになっていた。RCOオービタのメインの着陸予定地点は、カリフォルニア州のヴァンデンバーグ空軍基地である。通常のスペースシャトルの着陸で使用されるエドワーズ空軍基地は当初、RCOオービタの着陸予定地点とされたが、ヴァンデンバーグ空軍基地の方が沿岸に近く、太平洋に不時着しやすいことから、後にこちらが選ばれた。ニューメキシコ州のホワイトサンズ・ミサイル実験場が代替場所であると考えられている。着陸地点を考える大きな要素は、リスクの高い再突入を人口の多い地域から遠くで行うことである。STS-121の際に有効だった飛行規則では、損傷したシャトルは、破片が南太平洋に落下するような軌道で再突入することとされていた。
ソビエト連邦のブランは、乗組員なしでの処女飛行の時から、遠隔操縦が可能であった。着陸は、機体の自動システムで行われた。
2011年3月の時点で、ボーイングのX-37スペースプレーンは自動での軌道飛行、再突入、着陸を実証している。X-37は、もともとスペースシャトルのペイロードベイから打ち上げることを意図していたが、コロンビア号の事故後、アトラスVにより打ち上げられるようになった。

## ISS前の時代
STS-3xxミッションは、コロンビア号の事故後に開発された。しかし、NASAはこの事故の前からレスキュー用のオプションを研究していた。ISSの打上げ前には、有事の際に乗組員はステーションに退避することができず、スペースシャトル間を直接乗り換えなければならなかった。
オービタ同士はドッキングすることができないので、両機はシャトル・リモート・マニピュレータ・システム(RMS)でお互いを保持し、乗組員はシャトル間を宇宙遊泳(EVA)で移動する。この作業は、w:Extravehicular Mobility Unitを着用したEVA実施者として指名されたミッションスペシャリストが行い、その他の乗組員は、加圧されたw:Personal Rescue Enclosureに乗って移動する。

## STS-125のレスキュー計画

国際宇宙ステーションとハッブル宇宙望遠鏡の軌道の比較

STS-400は、スペースシャトル・エンデバーを用いて行われる予定であったSTS-125のLONミッションである。STS-125はスペースシャトル・アトランティスが用いられ、最後のハッブル宇宙望遠鏡ミッションであった。
ハッブル宇宙望遠鏡がISSと比べてずっと低い軌道傾斜角にあったため、緊急時に乗組員がISSを退避場所として用いることができず、通常通りに乗組員を回収することができなかった。代わりにNASAは、ISS以前の時代に提案されていたものと似たシャトル間のレスキューミッションを計画した。STS-125の乗組員は約3週間分の消耗品しか持っていなかったため、このレスキューミッションは、要請からわずか3日で打ち上げられることになっており、最速でSTS-125の打上げの7日後には打上げ可能な状態にされた。
STS-125のシャトルがケネディ宇宙センター第39発射施設Aに設置されてから2週間後の2008年9月にレスキューミッションのシャトルも第39発射施設Bに設置され、2機のシャトルが同時に発射施設に並ぶ珍しい光景が見られた。しかし10月にSTS-125の延期が決まり、スペースシャトル組立棟に戻された。
STS-125は2009年2月以降に再設定され、レスキューミッションも機体がエンデバーからディスカバリーに変更され、番号もSTS-401になった。STS-125はさらに延期され、その前にディスカバリーでSTS-119のミッションが行われた。これにより、レスキューミッションには再びエンデバーが用いられることになり、番号もSTS-400に戻された。2009年1月、NASAは、2009年9月に第39発射施設Bからの打上げが予定されていたアレスI-Xのさらなる遅延を避けるために、両機を第39発射施設Aから打ち上げることを検討していると発表した。当初は、2008年10月のSTS-125の打上げ後に、コンステレーション計画のアレスI-Xのために第39発射施設Bを改修することを計画していた。2009年当時、NASAのミッション管理チームの複数のメンバーが、1つの発射施設で運用することは可能だが、両方の発射施設を用いることが決定だ、と語っていた。

### 乗組員
このミッションの乗組員は、STS-126の乗組員の中から選ばれた。
打上げ時
- 船長：クリストファー・ファーガソン
- 操縦手：エリック・ボー
- ミッションスペシャリスト1：ロバート・キンブロー
- ミッションスペシャリスト2：ステファン・ボーエン

帰還時
- STS-125船長：スコット・アルトマン
- STS-125操縦手：グレゴリー・C・ジョンソン
- STS-125ミッションスペシャリスト1：マイケル・グッド
- STS-125ミッションスペシャリスト2：メーガン・マッカーサー
- STS-125ミッションスペシャリスト3：ジョン・グランスフェルド
- STS-125ミッションスペシャリスト4：マイケル・マッシミノ
- STS-125ミッションスペシャリスト5：アンドリュー・フューステル

### 初期のミッション計画
コンセプトの異なる3つのミッション計画が評価された。1つ目はシャトル間のドッキングを用いるもので、レスキュー用のシャトルが上下反転して損傷したシャトルとドッキングする。一方の機体の前方構造が他方のペイロードベイと衝突し、両方の機体に損傷を与える可能性があるため、これが実用的かどうか不明であった。2つ目は、レスキュー用のシャトルが損傷したシャトルとランデブーし、その間にRMSで乗組員を移すものである。この計画では燃料の消費が大きかった。3つ目は、レスキュー用のシャトルのRMSで損傷したシャトルを保持し、レスキュー用のシャトルのRMSを用いて乗組員を移すものである。
最終的に、レスキュー用のシャトルのRMSが損傷したシャトルのRMSの端を掴む形に改良して、3つ目のコンセプト案が採用された。

### 準備

STS-400での乗員と装備の輸送のために計画されたダイヤグラムの1つ

直近のSTS-123ミッションの後、エンデバーは定期メンテナンスのため、オービタ整備施設に入った。メンテナンス後、エンデバーは、STS-124が安全に地球に帰還できなくなった場合のSTS-326に備え、スタンバイに入った。固体ロケットブースターの準備が2008年7月11日に始まり、1か月後に外部燃料タンクがケネディ宇宙センターに到着し、8月29日に固体ロケットブースターと接続された。9月12日にエンデバーに固体ロケットブースターが搭載され、1週間後に第39発射施設Bに運ばれた。
STS-125に先立ってSTS-126が打ち上げられて以降、アトランティスは10月20日にスペースシャトル組立棟に戻され、エンデバーは10月23日に第39発射施設Aに移された。STS-125の打上げの際は、アトランティスが第39発射施設Aに移された。

### ミッション計画
通常、飛行2日目に耐熱シールドの検査が行われるが、このミッションでは飛行2日目にエンデバーがアトランティスとランデブーし、捕まれていたため、飛行2日目の検査が行われず、その代わり、検査は乗組員の救出後に行われることになった。飛行3日目に最初の宇宙遊泳が行われ、この時にエアーロック間に綱を設置し、大型の船外活動ユニット(EMU)を運ぶ。マッカーサーのEMUを再加圧した後、アトランティスに戻し、その後、エンデバー上で再加圧し、飛行2日目の活動は終了する。
最後の2回の宇宙遊泳は、飛行3日目に予定された。1度目でグランスフェルドは、ジョンソンとマッシミノがEMUをアトランティスに移すのを支援するためにエンデバーを減圧する。彼とジョンソンはその後エンデバーを再加圧し、マッシミノはアトランティスに戻り、最後の宇宙遊泳で、彼は、アルトマン、グッドとともに残りの装備と彼ら自身をエンデバーに運ぶ。彼らは、RMSが故障した場合に備え、待機する。損傷したオービタは、地上からの指令で軌道離脱し、太平洋のハワイ北方で着水するように指令を受けることになっていた。飛行5日目にはエンデバーの耐熱シールドの検査を行い、飛行8日目に着陸することとなっていた。
残り2つのオービタでプログラムを続けることはできないと考えられるため、このミッションでスペースシャトル計画が終了する可能性もあった。
2009年5月21日、NASAは公式にエンデバーを救出ミッションから解放し、STS-127の準備に向かわせた。これにより、背の高いアレスI-Xを落雷から守るために、第39発射施設Bに避雷針を取り付けることが可能となった。

## STS-335
STS-134は、スペースシャトル計画で最後に予定されていたミッションである。これ以降の予定はなかったため、この飛行のためにSTS-335として、特殊な救出ミッションが開発された。これは、アトランティスと、ハリケーン・カトリーナによる損傷の修復を終えた外部燃料タンクET-122を用いるもので、ステーションの補給品を一杯に積んだ多目的補給モジュールも運ぶものであった。
STS-134が無事に帰還した場合はミッション取り消しの予定であったが、費用をかけて準備をしておいてから飛行しないのは無駄であるため、ミッションを取り消さずにそのままSTS-135として飛行することがNASAから求められた。アメリカ合衆国上院は2010年8月5日、アメリカ合衆国下院は9月29日にSTS-135を通常の飛行として認可し、10月11日にバラク・オバマが署名を行った。しかし、ミッションの費用は続く予算案の承認に依るとした。
このような状況下で、NASAは2011年1月20日に最後のLONミッションであるSTS-335を通常の運用ミッション（STS-135）に転換した。2011年2月13日、プログラムマネージャは、予算案に関する決議の状況に関わらず、STS-135を実施することを従業員に伝えた。最終的に、アメリカ合衆国政府の予算案は、2011年4月中旬にに承認された。NASAの宇宙部門の予算は、スペースシャトルや宇宙ステーションの計画を含んで55億ドルであった。NASAによると、2011年9月30日までに執行された予算は、STS-135ミッションへの資金に関するすべての懸念を解消した。
STS-134が成功裏に終了し、STS-335は不要となったが、これを用いてそのまま第39発射施設AでSTS-135の打上げ準備が進められた。
STS-135の救出ミッションのためのスペースシャトルがなかった。そのため、4人の乗組員がISSで待機し、翌年、ソユーズに乗って帰還するという別の手段の救出計画が開発された。

## 文化
Launch On Need: The Quest to Save Columbia's Crewは、ダニエル・ギテーラスによる2010年の小説であり、STS-107の乗組員を救出するためにアトランティスが用いられる。